# 克萊普爾 (印第安納州)
克萊普爾（英語：Claypool）是一個位於美國印地安納州科西阿斯科縣的城鎮。

## 人口
根據2010年美國人口普查的數據，克萊普爾的面積為0.65平方千米，當中陸地面積為0.63平方千米，而水域面積為0.02平方千米。當地共有人口431人，而人口密度為每平方千米663人。